# Funeral de Diana, Princesa de Gales

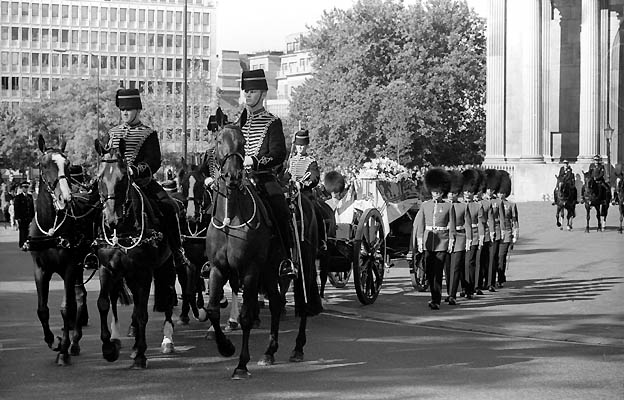
A carruagem com o corpo de Diana sendo carregado pela guarda real.

O funeral de Diana, Princesa de Gales, começou no sábado, 6 de setembro de 1997, às 9h08 am em Londres, quando o sino tenor da Abadia de Westminster começou pedágios para sinalizar a partida do cortejo do Palácio de Kensington. O ataúde com o corpo de Diana foi movido numa carruagem militar e acompanhado por guardas reais desde o Hyde Park até o Palácio de St. James, onde ocorreu o velório de cinco dias. Durante este período, as bandeiras britânicas dos edifícios públicos permaneceram a meio mastro em sinal de respeito à Família Real Britânica.
A cerimônia oficial teve início na Abadia de Westminster e se encerrou com o sepultamento de Diana em Althorp. O Funeral de Diana de Gales é muitas vezes compreendido pela mídia como duas ocasiões distintas: uma pública na qual o caixão foi carregado e acompanhado por Charles III (então príncipe de Gales) e seus filhos e outras cerimônias privadas na Abadia de Westminster e na propriedade da família.

## Evento
O funeral de Diana não é considerado pela mídia como um Funeral de Estado, no entanto, incluiu elementos de um funeral de um chefe de estado. Após a divulgação da morte de Diana, uma série de buquês de flores foi deixado nos portões do Kensington Palace e do Palácio de Buckingham. O ataúde de Diana foi coberto com o Estandarte Real do Reino Unido e acompanhado por Welsh Guards e completou uma procissão de de 1 hora e 47 minutos pelas ruas de Londres. A cerimônia foi acompanhada por milhares de pessoas ao longo das ruas até o Palácio St. James. Após sua chegada ao Palácio St. James, o corpo de Diana passou a ser acompanhado pelo Duque de Edimburgo e seu ex-esposo, Carlos, Príncipe de Gales, pelos seus filhos e príncipes Guilherme e Henrique e pelo irmão de Diana, Charles Spencer.
A cerimônia formal teve lugar na Abadia de Westminster começando às 11h00 da manhã (pelo horário local) e durou cerca de 1 hora e 10 minutos. A cerimônia foi acompanhada por Margaret Thatcher, Edward Heath e pela Princesa Miguel de Kent. Outras figuras mundialmente importantes também foram convidadas: Hillary Clinton, Rainha Noor da Jordânia, Henry Kissinger e Nelson Mandela. Dentre os monarcas convidados estavam presentes Margarida dos Países Baixos, Constantino II da Grécia, Juan Carlos da Espanha e Naruhito, Príncipe Herdeiro do Japão.
O cantor pop Elton John, amigo pessoal de Diana, rendeu uma homenagem à Princesa de Gales com sua música Candle in the Wind que foi reescrita e lançada como Candle in the Wind 1997.
No funeral de Diana, seu irmão Conde Spencer disse: "Acima de tudo, nós agradecemos pela vida de uma mulher que tenho muito orgulho em poder chamar de minha irmã - a única, a complexa, a extraordinária, a insubstituível Diana, cuja beleza, interna e externa, jamais se extinguirá de nossas mentes."
Após as cerimônias, Diana seria enterrada em Great Brington, porém a Família Spencer decidiu a sepultar em Althorp, a residência particular da família, para preservar a privacidade da Princesa de Gales.